# Mariusz Popławski
Mariusz Popławski – polski prawnik,  profesor nauk społecznych, profesor Katedry Prawa Podatkowego Wydziału Prawa Uniwersytetu w Białymstoku. Od 1 września 2024 roku rektor UwB.

## Życiorys
W 1999 ukończył studia prawnicze na Uniwersytecie w Białymstoku, 24 stycznia 2003 obronił pracę doktorską Lokalne prawo podatkowe, 8 lutego 2013 habilitował się na podstawie pracy zatytułowanej 1. Monografia: Uchwały podatkowe w nadzorze regionalnych izb obrachunkowych. 2. Monografia: Instytucje zwrotu podatku. Charakter prawny i funkcjonowanie. 3. Jednotematyczny cykl publikacji: Rozważania wokół instytucji zwrotu podatku. 28 września 2020 roku, postanowieniem Prezydenta RP, otrzymał tytuł naukowy profesora.
Jest profesorem w Katedrze Prawa Podatkowego na Wydziale Prawa Uniwersytetu w Białymstoku.
W latach 2016–2019 był prorektorem Uniwersytetu w Białymstoku ds. rozwoju i współpracy międzynarodowej. W 2019 objął funkcję dziekana Wydziału Prawa UwB. Od 1 września 2024 jest rektorem tej uczelni.